# Koprivnička rijeka
Potok Koprivnica (drugi naziv Koprivnička rijeka a od Hlebina se naziva i Bistra, izvire iz nekoliko izvora u Kalničkom gorju između naselja Apatovec i Rijeka Koprivnička. Tekući 50-ak km u smjeru od zapada prema istoku utiče kod naselja Molve Grede i Novog Virja u rijeku Dravu. Potok Koprivnica je u mnogočemu sličan obližnjem potoku Gliboki a i izvori su im vrlo blizu.

## Opis
Potok Koprivnica, od izvora do ušća, teče kroz/pokraj naselja Rijeka Koprivnička, Donjara, Lepavina, Sokolovac, Velika Mučna, Reka, Koprivnica, Koprivnički Bregi, Hlebine, Molve i Molve Grede. Od izvora do naselja Donjara, potok ima svoj prirodni tijek, šljunkovito i tvrđe dno pa je voda bistrija, a nadalje je zbog smanjenja mogućnosti poplava prirodno korito prokopano i poravnano, pa je zemljano i mjestimično muljevito. Zato je potok nešto više obrastao vodenim biljem, travom krocanj, trskom i šašom. Uz potok i na njemu se nalaze prokopani kanali i umjetni slapovi s ostacima nekadašnjih mlinova i brana. Neki mlinovi rade i danas. Još do nedavno na nekoliko slapova oko Koprivnice dubina vode od 2 do 3 metra osiguravala je ribama sigurnije zimovanje. Danas je to uništeno i zatrpano kamenjem.
Na nekim kartama je greškom u naselju Reka lijevi jedan od većih pritoka potoka Koprivnice, potok Mučnjak, prikazan kao Koprivnička rijeka.

#### Pritoci
Potok ima nekoliko pritoka, od kojih su neki nepresušni, Ribnjak i Dubrava (s pritokom Milovance) – pritoke u naselju Lepavina, Kraljevac -protječe kroz naselje Velika Mučna, potok Mučnjak s Lipovskim potočićom, Kamenica, Jagnjedovec (Jagnjedovčec), Draganovec i Petrov dol, Ivanačka (s pritokom Riđina barica?), kanal-potočić Jaružica, Koševac (s pritokom Borovljanski potočić), Brzava, Komarnica -protječe kroz naselje Novigrad Podravski (s pritocima Grabovnica i Zdelja -protječe kroz naselje Virje), Moždanski jarak (prije Mošćanski jarak) - kanal pročišćenih otpadnih voda grada Koprivnice utiče pokraj Hlebina i dr. Neki od njih ljeti više skoro da i nemaju vode u donjem toku. Uglavno svi ti mali potočići dolaze s obronaka Bilogore i Kalnika. U nepresušnim pritocima, kao i u gornjem dijelu potoka Koprivnice, živi potočni rak. Imena ovih potočića su iz starih i novih mapa a neka su lokalna.

#### Ribolov
U Koprivnica potoku ili Koprivničkoj rijeci ima dovoljno ribljih vrsta za neke vrste sportskog ribolova. Neke druge vrste riba mogu doći i iz nekih umjetnih i prirodnih bara i jezeraca uz potok ili uzvodno iz rijeke Drave. U gornjem dijelu još nedugo, neprovjereno, bilo je i potočne pastrve? U potoku u gornjem i srednjem toku do naselja Hlebine obitava sitnija riba, uz matičnu ribu klenić ima još babuška, uklija-bjelica, krkuša, gavčica, bezribica te rijetki piškor i vijun-šveljka koji se uglavnom koriste kao mamac za veće grabežljivce na drugim vodama. Plemenitih i drugih ribljih vrsta ima uzvodno od ušća u Dravu nakon što Možđanski jarak nije više tako veliki zagađivač: som, šaran, linjak, klen, nosonja, žutooka, crvenperka, patuljasti som-američki som, sunčanica i druge. 
Nažalost, zbog klimatskih a najviše kojekakvih drugih razloga izazvanih djelovanjem čovjeka, zadnjih godina potok Koprivnica (kanal Bistra) je sve više zagađen a nizvodno od grada Koprivnice, točnije II (drugog) slapa u ljetnim mjesecima često na nekoliko mjesta djelomično ili potpuno presušuje.

## Galerija
- potok Koprivnica
- potok Koprivnica
- potok Koprivnica

## Vanjske poveznice
- Popis ribolovnih voda  Ribolovne vode podravsko-prigorskog kraja
- Habsburg Empire - Cadastral maps (XIX. century)
- A Monarchia III. katonai felmérése 3rd Military Mapping Survey of Austria-Hungary